# تاکه دونو
تاکه دونو (به ژاپنی: 竹殿); تولد نامشخص - مرگ نامشخص - یک زن در دوره کاماکورا دختر شیکن دوم هوجو یوشیتوکی و همسر اصلی اول او هیمه نو مائه بود. برادران تنی او هوجو توموتوکی، هوجو شیگه‌توکی بودند. او همسر اشراف درباری تسوچیمیکادو سادامیچی بود.
در ابتدا او صیغه اوئه چیکاهیرو بود، اما در سال ۱۲۲۱، در طول جنگ جوکیو، چیکاهیرو از قدرت سقوط کرد. پس از طلاق، او با تسوچیمیکادو سادامیچی در کیوتو ازدواج کرد و صیغه او شد. به گفته یوکوکی، او حداکثر تا سال اول تئو (۱۲۲۲) با سادامیچی مزدوج بود. سادامیچی پس از تبعید برادرزاده اش، امپراتور بازنشسته امپراتور گو-ساگا، پایگاه سیاسی خود را از دست داد، به تدریج قدرت را به دست آورد.
برادر بزرگ او، هوجو یاسوتوکی، سمت روکوهارا تاندای را که پس از شورش تأسیس شد، بر عهده گرفت و مسئول نظارت بر کیوتو بود.
پس از مرگ پدرش یوشیتوکی، یاسوتوکی به کاماکورا بازگشت و شیکن سوم شد و برادر بزرگترش هوجو شیگه‌توکی  روکوهارا تاندای شد. در سال ۱۲۴۲، زمانی که امپراتور گو-ساگا بر اساس خواسته های شوگون سالاری بر سر کار آمد، تاکه دونو به عنوان واسطه بین یاسوتوکی در کاماکورا و سادامیچی در کیوتو خدمت کرد.